# Alchemilla opaca
Alchemilla opaca är en rosväxtart som beskrevs av Robert Buser. Alchemilla opaca ingår i släktet daggkåpor, och familjen rosväxter. Inga underarter finns listade i Catalogue of Life.